# Hans Christian Lumbye
Hans Christian Lumbye (ur. 2 maja 1810 w Kopenhadze, zm. 20 marca 1874 tamże) – duński kompozytor i dyrygent.

## Życiorys
Muzyki uczył się w Randers i Odense, w wieku 14 lat został trębaczem w orkiestrze wojskowej. Od 1829 roku był trębaczem królewskiego regimentu konnego w Kopenhadze. W 1839 roku założył w Kopenhadze własną orkiestrę, z którą od 1843 roku występował w ogrodach Tivoli. Koncertował też w kopenhaskich salach koncertowych i w Europie, wykonując muzykę taneczną oraz dzieła symfoniczne kompozytorów duńskich i obcych. W 1850 roku jego zespół wszedł w skład utworzonej przez Nielsa Gadego orkiestry Musikforeningen. W 1872 roku przeszedł na emeryturę.
Był odznaczony duńskim srebrnym krzyżem Orderu Danebroga i szwedzkim krzyżem kawalerskim Orderu Wazów.
Komponował liczne walce, marsze, galopy i polki, był też autorem idylli na orkiestrę Drømmebilleder. Pisał tańce dla Augusta Bournonville’a. Nazywany był „Johannem Straussem północy”.
Muzykami zostali także jego dwaj synowie, Carl i Georg.